# Папильон, Фернан
Фернан Папильон (5 июня 1847, Бельфор — 2 января 1874, там же) — французский медик, учёный-философ, натуралист, энциклопедист, научный писатель.

## Биография
Фернан Папильон родился в семье военного врача. Образование получил в лицее Кольмара и лицее св. Людовика в Париже. Изучал биологию и медицину, во время Франко-прусской войны в 1870-1871 годов служил адъютантом медицинской службы. Умер в 1874 году (во многих источниках указано, что в 1873, однако на деле тогда скончался доктор Сабин Папильон, также из Бельфора, с которым его спутали).
В возрасте двадцати одного года он печатал научные статьи в «Courrier francais»; позже был сотрудником в «Liberté», в «Grand dictionnaire du XIX-e siècle» и в «Revue des Deax Mondes». Наиболее известными его трудами являются «Rivalité de l’esprit leibnizien et de l’esprit cartésieu en France au XVIII-e siècle», «Rapportes philosophiques de Goethe et de Diderot», «Constitution de la matière», «Philosophic de Leibniz à l’Académie de Berlin».
Был популяризатором многих научных вопросов, колеблясь в своих убеждениях между идеями школы позитивистов и спиритуалистов. Популярностью пользовались труды его о строении живых организмов, о теплоте и жизни, о восстановлении органов у животных, ферментах и наследственности; согласно ЭСБЕ, «хорошо и беспристрастно обобщают известные факты и господствующие об этих важных вопросах мнения», однако вскоре оставил строго биологическую точку зрения; не соглашаясь совершенно с позитивистами, старался примирить естественные науки с метафизикой.